# Para giro izginjajoč rombiikozidodekaeder
| Para giro izginjajoč rombiikozidodekaeder | Para giro izginjajoč rombiikozidodekaeder                        |
| ----------------------------------------- | ---------------------------------------------------------------- |
|                                           |                                                                  |
| Vrsta                                     | Johnsonovo telo J76-J77-J78                                      |
| Stranske ploskve                          | 3x5 trikotnikov 3x5+10 kvadratov 1+2x5 petkotnikov 1 desetkotnik |
| Oglišča                                   | 55                                                               |
| Robovi                                    | 105                                                              |
| Konfiguracija oglišča                     | 10(4.5.10) 10(3.42.5) 2x5+2x10(3.4.5.4)                          |
| Grupa simetrije                           | C5v                                                              |
| Dualni polieder                           | -                                                                |
| Lastnosti                                 | konveksen                                                        |
| mreža telesa                              |                                                                  |

Para giro izginjajoč rombiikozidodekaeder je eno izmed Johnsonovih teles (J77). V letu 1966 je Norman Johnson (rojen 1930) imenoval in opisal 92 teles, ki jih imenujemo Johnsonova telesa.